# Hexendenkmal (Ahrbrück)

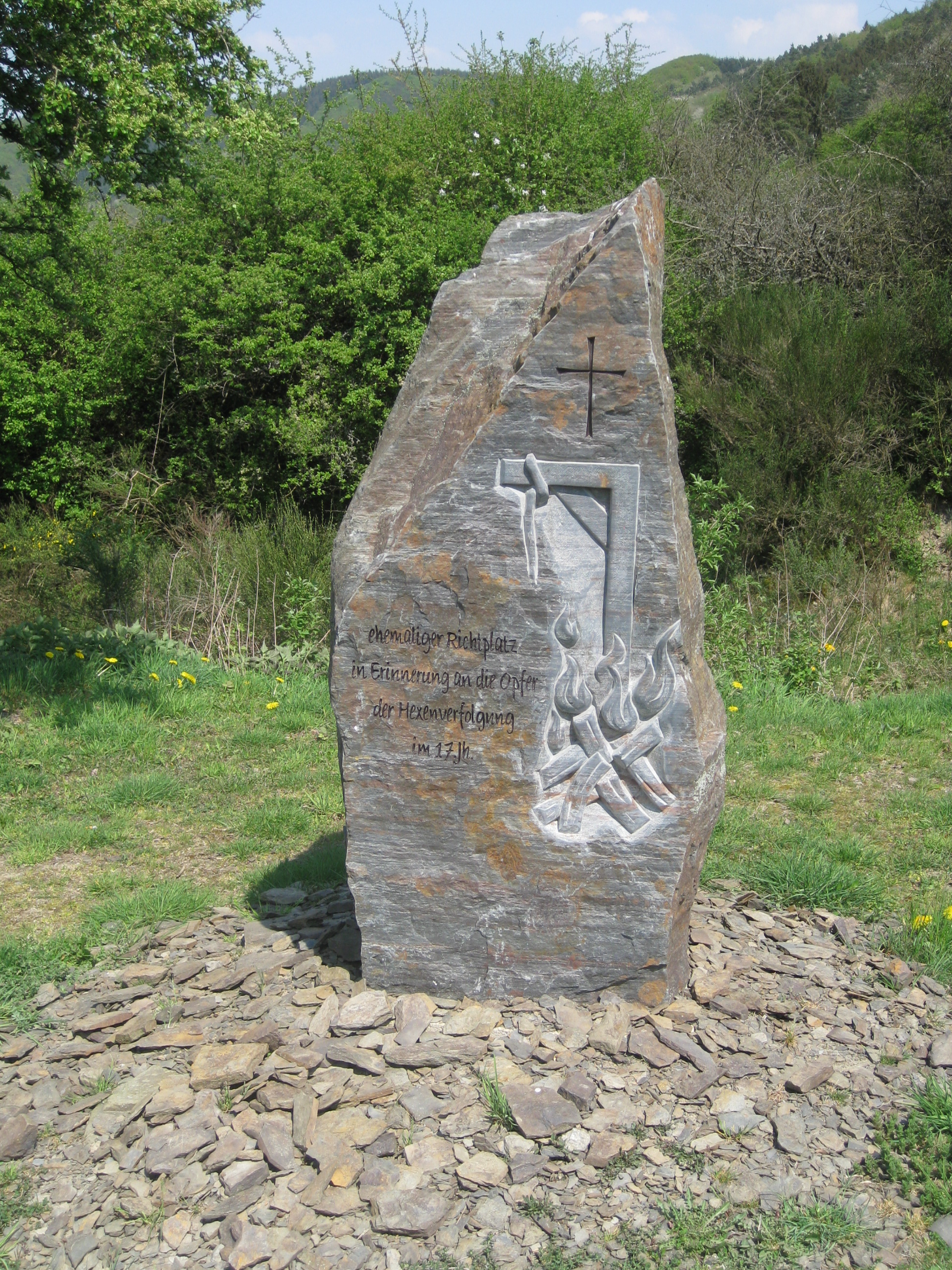
Hexendenkmal Ahrbrück

Das Hexendenkmal ist ein Mahnmal für die Hexenverfolgungen in der Gemarkung von Ahrbrück.
Am 31. Januar 2008 bildeten 15 Bürger eine Initiativgruppe zur Errichtung eines Denkmals in Erinnerung an die Hexenverfolgung. Anstoß gaben Recherchen eines Nachkommen der am 3. August 1649 gehängten und anschließend verbrannten Else Simons zur eigenen Familienchronik. (Abschrift des Gerichtsprotokolls)
Die Initiativgruppe traf sich am 17. Juni 2008 zur Grundsteinlegung. Die Offizielle Einweihung erfolgte am 3. September 2008 im Beisein des Landrats Jürgen Pföhler. Pfarrer Volker Dupont segnete am 21. März 2009 das Denkmal ein.

## Weblinks

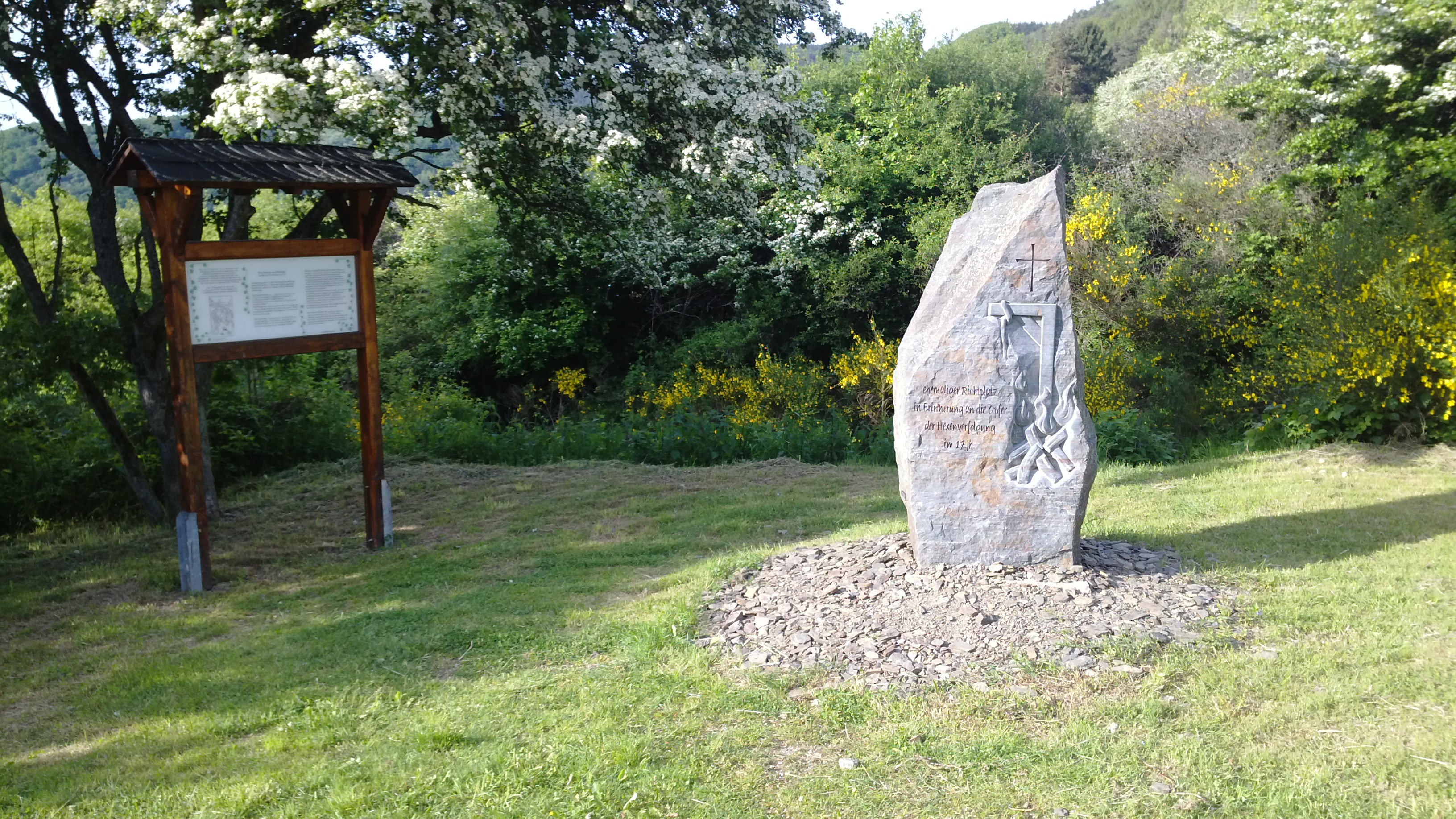
Gesamtansicht des Ensembles